# Surp (antic municipi)
| \| ← \| 1812 — 1969 \| → \|                   |                    |   |
| Escut d'armes                                 |                    |   |
| Surp dins de Rialp                            |                    |   |
| Període històric                              | Edat Contemporània |   |
| • Creació del municipi (Constitució de Cadis) | 1812               |   |
| • Annexió de Caregue, Escàs i Rodés           |                    |   |
| • Annexió a Rialp                             | 1969               |   |
| Altitud                                       | 1.387,8 m          |   |
| Superfície                                    |                    |   |
| • 1969                                        | 34,76 km2          |   |
| • 2011                                        | 34,76 km2          |   |
| Població                                      |                    |   |
| • 2011                                        | 101                |   |
| Densitat                                      | 2,9/km²            |   |
| ←                                             | 1812 — 1969        | → |

L'antic municipi de Surp era un terme municipal de la comarca del Pallars Sobirà que va ser incorporat el 1969 al terme de Rialp. El municipi de Surp fou creat el 1812 a partir de les disposicions de la Constitució de Cadis i es mantingué independent fins a la seva incorporació a Rialp. També foren creats el 1812 els ajuntaments de Caregue, Escàs i Rodés, tots ells incorporats a Surp el 1847.

## Escut

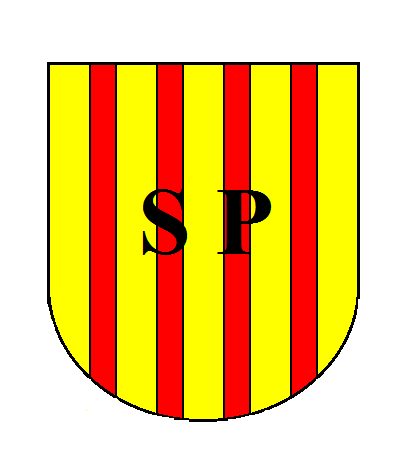
Escut de Surp

L'Escut de Surp fou l'escut d'armes del municipi de Surp, suprimit en quedar englobat en el de Rialp el 1969. Perdé vigència en aquell moment, i fou substituït en primer lloc per l'escut antic de Rialb, i més endavant, el 2001, per l'escut actual. Era un escut d'or, quatre pals de gules carregats de dues lletres grosses, S P.

## Geografia
El terme de Surp era el més gran dels dos municipis units a l'actual de Rialp, però el menys habitat. Amb una extensió de 34,76 km², representava quasi una cinquena part del nou terme, de 63,31 km². L'antic terme de Surp ocupa una mica més de la meitat septentrional de l'actual terme de Rialp. S'articula tot ell a la dreta de la Noguera Pallaresa. El terme de Surp limitava al nord-oest amb el d'Espot, a ponent, sud-oest i sud amb el de Sort.

### Perímetre de l'antic terme municipal
Parteix aquesta descripció de l'extrem occidental de l'Aurilla, a migdia de l'Obaga d'Esquabets, a llevant de la Borda de Marta i al nord-oest de la Borda del Sorri i de la d'en Jaume, abans esmentades. En aquest punt es trobaven els termes municipis d'Altron, Surp i Llessui. Actualment continua sent termenal, però només entre Sort i Rialp.

#### Límit ambAltron(ara,Sort)
En aquest lloc la línia de terme entre Altron i Surp s'enfila cap a llevant fins a l'Aurilla, i de seguida torna a davallar, ara cap al sud-est, fins a trobar el curs del Riu de Berasti, que ja no abandona aigües avall. Deixa al nord, dins de Surp, la Pera i el Prat de Toni i al sud, dins d'Altron, los Vernadals i la Borda de Ramon Gas, fins que arriba al Pont de Berasti, on deixa al nord el paratge de Santa Maria. A partir d'aquest lloc el curs d'aigua passa a anomenar-se el Rialbo. Ja sota aquest nom, el termenal deixa al nord els paratges del Cristo i els Mossovils i al sud els dels Berastis i els Baixants, fins que arriba a les envistes d'Escàs, al seu sud-oest, on troba les restes del Molí de Cappelat. En aquest lloc el curs d'aigua torna a canviar de nom, i passa a ser el Riu de Sall.
El termenal continua, malgrat el canvi de nom, per la llera del riu, deixa a llevant -el riu pren en aquest lloc la direcció nord-sud- el Prat de Donzell i tot seguit el Prat de Revedí, al sud del poble d'Escàs, i a ponent les Partides i les Plantades, poc més tard altre cop a llevant els Barsals, i a ponent el Prat de Morell i el Prat de Barber, fins que, a llevant del Prat de Barber, la línia de terme s'enfila per un coster a l'esquerra del Riu de Sall, cap a lo Peironet, a l'extrem sud-occidental del Serrat de Cortinos, i torna a baixar, formant un angle recte, cap al sud, per atrapar altre cop el curs d'aigua, que en aquest lloc ja es diu Torrent de Sant Antoni. Aquesta volta és per tal de deixar en terme d'Altron la Mola de Sall, situada a l'esquerra del riu o torrent. Just a la Mola de Sall el Riu de Sall passa a dir-se Torrent o Riu de Sant Antoni. El termenal segueix aquest torrent encara un bon tros, deixant en terme d'Altron, al sud-oest, les Soposes i els Revertesos i en terme de Surp lo Rengar, la Borda de Betran, la Campanya i la Central hidroelèctrica de Rialp. Més a llevant de la central, el termenal encara deixa al nord la Costa del Cabanot, el Cabanot i el Boteral i al sud, dins d'Altron, el Prat de Roca Roia. En arribar ja a tocar de la vila de Rialp, a l'extrem nord-est de la Roca Roia, però en el mateix Riu de Sant Antoni, hi havia el triterme entre Altron, Surp i Rialp, actualment entre Sort i Rialp.

#### Límit ambRialp
El termenal amb Rialp, ara suprimit, començava en el punt anterior i s'adreçava cap al nord-est, resseguint pel nord-oest i després per nord la vila de Rialp, passant ran de la vila, seguint, aproximadament, la cota 750. Baixava fregant les cases del Raval del nord de Rialp, i s'adreçava fins a la Noguera Pallaresa en el lloc on el riu gira cap al sud, fent una girada des del seu origen, en la direcció est-oest, al nord de Santa Caterina de Rialb. En aquell punt la línia de terme passava a ser el mateix riu, aigües amunt. Sempre seguint el curs de la Noguera Pallaresa, deixava al nord el Serrat del Paraís, el Serrat des Llaus, els paratges de Baixants i lo Matar, damunt dels quals es troba el poble de Rodés, Collegats, travessa el Pont des Trianís i arriba al lloc on l'extrem sud-est del Serrat de Canaberto se submergeix en la Noguera Pallaresa. En aquest lloc es trobaven els termes de Surp, Rialp i Llavorsí.

#### Límit ambLlavorsí
La línia de terme entre Surp, ara Rialp, i Llavorsí s'enfilava pel Serrat de Canaberto cap al nord-oest fins a enllaçar amb el Serrat de Jaumet, en la mateixa direcció. Sempre amunt cap al nord-oest, el termenal acaba d'arribar al cim del Tossal de Fontfreda. En aquest punt torç cap a ponent, seguint la carena del Serrat de Matanegra, passa pel Planell Gran i va cap al cim del Piflorit, on torna a girar, altre cop cap al nord-oest. Passa per Peralba, la Roca de la Piqueta, i, girant progressivament una mica més cap al nord, va cap al Coll del Cantó, el Serrat de la Quintó, deixant al nord-est el Bosc de Poleda i al sud-oest les Roques de la Bordeta i el Baser Blanc, i assoleix el cim del Tossal de Riuposa. Cada cop més adreçant-se al nord, el termenal segueix cap a Coll del Rat i el Serrat de Campmaior, fins que arriba al Cap de Campmaior, de 2.044,9 metres d'altitud, on es troben els termes municipals de Surp (Rialp), Llavorsí i Espot.

#### Límit ambEscaló(ara,la Guingueta d'Àneu)
Des del Cap de Campmaior, el termenal seguia la carena cap a ponent, fent de primer un petit arc inflexionat al nord, fins al Planell de Campmaior, de 2.047,2 metres d'altitud. Tot seguit, seguia la carena cap al sud-oest fins a la cota 1.850, a l'extrem d'un serrat, on tornava a girar cap al nord-oest. Segueix pel vessant de la serra, aproximadament en línia recta, travessa el Torrentet de Posaboga, i, passat, un altre serradet, anava a buscar el Riu de Caregue, ja a la seva capçalera. Seguia aquest riu un tros aigües amunt, cap a ponent, fins que arribava al Serrat del Tou. Aleshores, trencant cap al nord-oest, seguia aquest serrat fins al capdamunt, on, a l'extrem oriental de la Serra dels Estanyets, troba el triterme entre Surp, Escaló i Espot.

#### Límit ambEspot
Des de la punta sud-est de la Serra dels Estanyets, la línia de terme baixa cap al sud-oest per la Solana de Sendes fins a trobar el Torrent de Sendes, el travessa i s'enfila per l'altra banda, gira lleugerament cap al sud, va a buscar la Costa de Roglana i s'enfila per una carena cap a Serravilla, on es troben els termes municipals de Surp (Rialp), Espot i Llessui (Sort).

#### Límit ambLlessui(ara,Sort)
Des del punt anterior, el termenal amb Surp segueix la línia sud-est, més decantada cap al sud que cap a l'est, segueix la meitat meridional de la carena de Serravilla, fins al Coll de la Portella (2.327,9 metres d'altitud), segueix encara un tros més de Serravilla, fins al Colletó de la Portella (2.265,4), travessa el Planell d'Arquer i puja al Bony d'Arquer (2.306,2). En aquest lloc, el límit municipal gira cap al sud-est, i va a buscar la carena del Serrat d'Arquer. Quan arriba a l'extrem sud-oriental d'aquest serrat, gira cap al sud-oest per tal d'anar a buscar un contrafort d'aquest serrat que segueix aquella direcció, fins que arriba al punt on es troben els termes municipals de Llessui, Altron, actualment tots dos englobats en el de Sort, i de Surp, actualment Rialp, on ha començat aquesta descripció.

### Entitats de població
| Entitat de població | Habitants (2011) |
| ------------------- | ---------------- |
| Caregue             | 22               |
| Escàs               | 30               |
| Rodés               | 19               |
| Surp                | 30               |
| Font: Idescat       |                  |

## Història
L'antic municipi de Surp ocupava aproximadament els territoris dominats per l'antic Castell de Surp, documentat des del 1126. Antiga pertinença dels Bellera, passà als vescomtes de Castellbò i Comtes de Foix, per, ja en època moderna, passar a ser lloc reial, com el mateix Rialp o Tírvia, per exemple.
En el cens del 1857 Surp apareix amb 513 habitants i 103 cèdules personals inscrites, repartides de la manera següent: Caregue, 209 habitants i 42 cèdules; Escás, 91 i 20; Rodes, 81 i 14, i Surp, 132 i 27.
Alcaldes:
- Josep Llesuy (1898 - 1899)